# Raspad Svetoga Rimskog Carstva
Raspad Svetoga Rimskog Carstva službeno se dogodio 6. kolovoza 1806. godine, kada se Franjo II., posljednji rimsko-njemački car, odrekao carske krune i titule. Franjo je ujedno ukinuo Sveto Rimsko Carstvo kako titula rimsko-njemačkoga cara ne bi pripala Napoleonu I. Bonaparteu i kako Habsburgovci ne bi morali postati Napoleonovi vazali. Sveto Rimsko Carstvo već se de facto raspalo kada su se 12. srpnja 1806. godine Napoleonovi njemački saveznici odvojili od Svetoga Rimskog Carstva i pridružili Rajnskoj konfederaciji.
Sveto Rimsko Carstvo počelo je slabiti već u 11. stoljeću tijekom Borbe za investituru, a u 16. stoljeću bilo je »toliko decentralizirano da je bilo nešto više od labave federacije«.
Zapadni Europljani još su od srednjega vijeka priznavali Sveto Rimsko Carstvo kao pravoga nasljednika staroga Rimskog Carstva jer je papinstvo njegove careve proglasilo rimskim carevima. Oni su uz pomoć rimskoga nasljeđa potvrdili svoju vlast nad cijelom kršćanskom Europom i šire, tvrdeći da su univerzalni monarsi. Univerzalnu prirodu Carstva ugrozila je pojava prvih suverenih teritorijalnih država u 16. i 17. stoljeću, koja je sa sobom donijela ideju da jurisdikcija odgovara stvarnome teritoriju kojim se upravlja.
Suvremenici iz 18. stoljeća, unutar i izvan Carstva, smatrali su Sveto Rimsko Carstvo »neregularnom« i »bolesnom« monarhijom koja ima »neobičan« oblik vladavine. Carstvu su nedostajale središnja stalna vojska i središnja riznica, a njegovi vladari – formalno izabrani, a ne nasljedni – nisu mogli vršiti učinkovitu središnju vlast. Čak i tada, većina suvremenika vjerovala je da bi se Carstvo moglo oživjeti.
Svoj je krajnji pad Sveto Rimsko Carstvo doživjelo tijekom i nakon sudjelovanja u Francuskim revolucionarnim i Napoleonskim ratovima. Rat s Prvim Francuskim Carstvom i Napoleonom I. Bonaparteom bio je katastrofalan iako se Carstvo u početku vrlo dobro branilo. Godine 1804. Napoleon se proglasio carem Francuza, na što je Franjo II. odgovorio proglasivši se carem Austrije (usto je već bio rimsko-njemački car). Tim je činom Franjo pokušao održati ravnopravnost između novonastalih carstava, ujedno tumačeći da titula rimsko-njemačkoga cara nadmašuje i austrijsku i francusku titulu. Sveto Rimsko Carstvo zapravo je propalo nakon austrijskoga poraza u Bitki kod Austerlitza i odcjepljenja mnogih Franjinih njemačkih vazala u srpnju 1806. godine kako bi uspostavili francusku satelitsku državu Rajnsku konfederaciju. Abdikacija Franje II. te raspuštanje cjelokupne hijerarhije i institucija Svetoga Rimskog Carstva u kolovozu 1806. godine smatrali su se nužnim za sprječavanje mogućnosti da se Napoleon proglasi rimsko-njemačkim carem, čime bi Franjo postao njegovim vazalom.
Reakcije na raspad Carstva varirale su od ravnodušnosti do očaja. Građani Beča, glavnoga grada Habsburške Monarhije, bili su užasnuti nestankom Carstva. Zakonitost Franjinih postupaka uvelike se dovodila u pitanje. Iako je njegova abdikacija bila potpuno zakonita, smatralo se da su ukinuće Carstva i oslobađanje svih njegovih vazala bili izvan careve ovlasti. Mnogi knezovi i podanici Svetoga Rimskog Carstva nisu se mogli pomiriti s njegovom propašću. Neki su pučani mislili da je vijest o ukinuću Carstva bila zavjera lokalnih vlasti. Raspad Carstva u Njemačkoj se uvelike uspoređivao s polulegendarnim padom Troje, a neki su ga uspoređivali i s posljednjim vremenima te smakom svijeta. Međutim, neki suvremenici ismijali su nestanak Svetoga Rimskog Carstva i žaljenja zbog istoga.

## Pozadina

### Ideologija Svetoga Rimskog Carstva
Definirajuća karakteristika Svetoga Rimskog Carstva bila je ideja da je rimsko-njemački car predstavljao vodećega monarha u Europi te da je njegovo carstvo bio jedini pravi nastavak antičkoga Rimskog Carstva prema proklamaciji papā u Rimu. Titula rimsko-njemačkoga cara nosila je »božansku auru« i »božansku potvrdu« jer je rimsko-njemački car bio »svjetovni mač papinstva«, »vođa vjernika oko kojih se stvarao europski identitet« i zaštitnik Crkve. Također je bio odgovoran za zaštitu pape od svih neprijatelja, zaštitu kršćanstva od poganskih osvajača i »promicanje misionarskoga žara« te je s papom trebao voditi kršćanstvo. Rimsko-njemački carevi bili su čvrsto uvjereni da su oni jedini pravi carevi u Europi i, iako su formalno priznali osmanske sultane za careve 1606. i vladare Rusije za careve 1721. godine, ta su priznanja bila uvjetovana činjenicom da je rimsko-njemački car uvijek bio nadmoćniji. Nadmoć cara bila je izraz ideje da se Sveto Rimsko Carstvo teoretski prostire na sve kršćane na univerzalan način. Prema riječima Petera H. Wilsona, to je »uvijek više bio ideal nego stvarnost, budući da Carstvo nikada nije obuhvaćalo cijelu kršćansku Europu niti se njime izravno upravljalo iz jedne prijestolnice«. Carska vlast nije počivala na carevoj vlastitoj krunskoj zemlji, već na carevoj ulozi najvišega svjetovnog vladara u svijetu te prvaka i branitelja Katoličke Crkve. Nedostatak definirane prijestolnice i dosljednih krunskih zemalja učvrstio je ideju da je carska titula univerzalna jer nije bila nužno povezana s bilo kojim područjem.
Kroz svoje dugo postojanje, Sveto Rimsko Carstvo bilo je središnji element međunarodnih odnosa u Europi, ne samo zato što je sâmo Carstvo često bilo jedno od najmoćnijih na kontinentu, već i zbog sâmoga cara. Budući da su rimsko-njemački carevi bili međunarodno priznati nasljednici starih rimskih careva i najistaknutijih kršćanskih vladara, tvrdili su (i često im je bilo priznato) da imaju prednost nad drugim vladarima.
Iako su se carevi formalno nazivali »izabranim rimskim carevima« od 1508. godine, kada je car Maksimilijan I. preuzeo titulu bez potrebe za papinskom krunidbom, univerzalistički karakter Carstva održavao se kroz carevu feudalnu vlast koja se protezala izvan institucija koje su bile razvijene unutar formalnih granica Svetoga Rimskog Carstva. Carski teritoriji koje su držali vladari drugih kraljevstva ostali su carski vazali. Naprimjer, kraljevi Švedske i Danske prihvatili su vazalstvo u odnosu na svoje njemačke zemlje do 1806. godine, kada su te zemlje formalno uključene u njihova kraljevstva. Reformacija u 16. stoljeću otežala je upravljanje Carstvom i dovela u pitanje njegovu ulogu »svetoga«. Unatoč tomu što su se luteranizam i kalvinizam tolerirali od 1555., odnosno od 1648. godine nadalje, katoličanstvo je ostalo jedina priznata vjera. Čak i tada, Carska Crkva smanjila se od 16. stoljeća nadalje, s nekim crkvenim teritorijima koji su sekularizirani ili uvijek pod upravom iste obitelji. »Sveta« priroda Svetoga Rimskog Carstva postala je još upitnija kada je Karlovačkim mirom iz 1699. godine prihvaćena mogućnost trajnoga mira s Osmanskim Carstvom koje se naširoko smatralo smrtnim neprijateljem kršćanske Europe.
I papinstvo i Sveto Rimsko Carstvo nastavili su u ranomu novom vijeku zahtijevati svoja tradicionalna prava univerzalne jurisdikcije – prava vršenja jurisdikcije u cijelome svijetu, čak i ako nisu imali de facto kontrolu nad određenim teritorijima. Zajedno s papinstvom, Sveto Rimsko Carstvo predstavljalo je priznato središte kršćanskoga svijeta i jedan od stupova na kojima je ono počivalo. Carstvu su njegov utjecaj i njegovo mjesto u priznatome svjetskom poretku davali njegovu pravu moć, a ne stvarni opseg njegovih teritorijalnih domena. Dvojna vladavina pape i cara zapravo je okončana Westfalskim mirom naposljetku Tridesetogodišnjega rata 1648. godine, pri čemu je Carstvo zauvijek odvojeno od papinstva. Papinstvo nije igralo nikakvu ulogu u pregovorima, a u očima pape Inocenta X. mir je uništio vezu između pape i cara, koja je držala Europu na okupu još od vremena Karla Velikoga osam stoljeća prije. U 17. stoljeću dolazi do istinske pojave modernoga sustava međunarodnih odnosa i diplomacije tamo gdje su međunarodne sporove između europskih vladara prethodno rješavali i posredovali papa i/ili car.
Jedna od najvećih prijetnji tradicionalnoj (i teoretskoj) univerzalnoj jurisdikciji dodijeljenoj rimsko-njemačkome caru i papi u cijelomu kršćanskom svijetu bila je pojava modernih suverenih teritorijalnih država u 16. i 17. stoljeću, što je značilo uspon ideje da je jurisdikcija bila jednaka izravnoj kontroli teritorija. Za vladare teritorijalnih država, i papinstvo i Sveto Rimsko Carstvo predstavljali su »univerzalne antagoniste«, tvrdeći da je jurisdikcija nad cijelim svijetom njihova po pravu kroz njihovu vezu sa starim Rimom i kroz njihovu ulogu »zemaljskih predstavnika Isusa Krista«. Kraljevi koji su tvrdili da imaju vlastiti suverenitet bez Carstva činili su to u ulozi rex in regno suo (hrv. ‘kralj u svome kraljevstvu’), vladara koji je mogao imati zakonske ovlasti cara (kao apsolutnoga monarha) unutar granica vlastitoga teritorija jer carevi nisu zaštitili svoj narod od stranih neprijatelja. Ambiciozni carevi, poput Karla V. (v. 1519. – 1556.) i Ferdinanda II. (v. 1619. – 1637.), koji su nastojali spojiti univerzalnu jurisdikciju sa stvarnom univerzalnom vremenskom vladavinom i univerzalnim carskim autoritetom predstavljali su prijetnju daljnjemu postojanju europskih zemalja. Karlo V. bio je posljednji rimsko-njemački car kojega je okrunio papa i kao takav posljednji koji je službeno proglašen zaštitnikom Crkve, što je uloga koju su zanemarivali mnogi njegovi nasljednici.

### Faza sekularizacije (16. – 18. st.)

#### Rana sekularizacija (16. – 17. st.)
Registar pripremljen za Wormski sabor iz 1521. godine navodi kao crkvene staleže tri crkvena izborna kneza, četiri nadbiskupa, 46 biskupa i 83 niža prelata (carska opata i opatice) u usporedbi sa 180 svjetovnih gospodara. Do 1792. godine, ostala su samo tri izborna kneza, jedan nadbiskup, 29 biskupa i knezova-opata te 40 prelata, uz 165 svjetovnih posjeda. Pad je započeo puno prije Reformacije koja je samo ubrzala težnju svjetovnih vladara da u svoje teritorije ugrade materijalnu imovinu crkvenih feuda. Mnogi od crkvenih posjeda zabilježenih u registru iz 1521. godine već su tako nestajali, uključujući i 15 kneževina-biskupija.
Tijekom Reformacije nekoliko je biskupija na sjeveru i sjeveroistoku sekularizirano i pretvoreno u svjetovna vojvodstva, uglavnom u korist protestantskih knezova. U kasnijemu je 16. stoljeću protureformacija pokušala preokrenuti neke od tih sekularizacija, a pitanje sudbine sekulariziranih teritorija postalo je važno u Tridesetogodišnjemu ratu. Naposljetku je Westfalski mir potvrdio sekularizaciju niza kneževina-biskupija, uključujući nadbiskupije Bremen i Magdeburg te šest biskupija s punim političkim ovlastima, koje su dodijeljene Švedskoj, Brandenburgu i Mecklenburgu. S druge su strane Hildesheim i Paderborn, koji su desetljećima bili pod protestantskom upravom i smatrani izgubljenima, obnovljeni kao kneževine-biskupije. Tada je 65 crkvenih vladara kontroliralo 14 % kopnene površine i otprilike 12 % stanovništva Svetoga Rimskog Carstva (oko 3 500 000 podanika).
Njemački su vladari – zbog traumatičnoga iskustva iz Tridesetogodišnjega rata, tijekom kojega je u Europi uništeno oko 15 000 sela i nakon kojega je broj stanovnika u Njemačkoj pao sa 17 000 000 (1618.) na 8 000 000 (1648.), i kako bi izbjegli ponavljanje te katastrofe – sada bili skloni cijenjenju prava i pravne strukture više nego ikada prije u povijesti Carstva. To dobrim dijelom objašnjava zašto su srednje i male države, crkvene i svjetovne, mogle preživjeti te čak napredovati u blizini moćnih država sa stalnim vojskama (poput Brandenburga-Pruske, Bavarske i Austrije).

#### Pokušaji sekularizacije u 18. stoljeću
Iako još 150 godina nakon Westfalskoga mira nije došlo do stvarne sekularizacije, postojala je duga povijest glasina i polovičnih planova o mogućim sekularizacijama. Anomalni fenomen (jedinstven za Sveto Rimsko Carstvo) kontinuiranoga postojanja nezavisnih kneževina-biskupija sve se više smatrao anakronizmom, a posebno, ali ne isključivo, kod protestantskih knezova koji su također žudjeli za tim bespomoćnim teritorijima. Stoga su pruski tajni prijedlozi za okončanje Austrijskoga nasljednog rata pozivali na povećanje nedovoljne teritorijalne baze cara Karla VII. iz dinastije Wittelsbach njegovim pripajanjem nekih kneževina-biskupija.
Godine 1743. Heinrich von Podewils, ministar Fridrika II., napisao je memorandum u kojemu je predložio da se wittelsbaškome caru daju Passau, Augsburg i Regensburg, kao i slobodni carski gradovi Augsburg, Regensburg i Ulm. Fridrik II. dodao je Kneževinu-Nadbiskupiju Salzburg na popis, a Karlo VII. otišao je toliko daleko da je još dodao i kneževine-biskupije Eichstätt i Freising. Plan je izazvao senzaciju i bijes među knezovima-biskupima, slobodnim carskim gradovima i drugim manjim carskim posjedima. Biskupi su raspravljali o podizanju vojske od 40 000 ljudi za obranu od cara koji je razmišljao o otimanju crkvene zemlje koju je, prema njegovoj krunidbenoj prisezi, obvezan štititi. Iako je iznenadna smrt Karla VII. okončala to spletkarenje, ideja sekularizacije nije nestala; o njoj se aktivno raspravljalo tijekom Sedmogodišnjega rata te ponovno tijekom manevriranja Josipa II. u Bavarskomu nasljednom ratu.

### Sveto Rimsko Carstvo u 18. stoljeću
Do 18. stoljeća suvremeni pogledi na Sveto Rimsko Carstvo bili su daleko od univerzalno pozitivnih. Postojala je široko rasprostranjena ideja da je Carstvo u nekome svojstvu »bolesno«: naprimjer, knjižar i nakladnik Johann Heinrich Zedler spominje »državne bolesti Svetoga Rimskog Carstva« u svome Grosses vollständiges Universal-Lexiconu iz 1745. godine. To gledište potječe barem iz Westfalskoga mira, gdje je Carstvo izričito definirano kao nenacionalna država.
Samuel von Pufendorf, povjesničar iz 17. stoljeća, slavno je opisao Sveto Rimsko Carstvo kao carstvo s »neobičnim oblikom vladavine« i ismijao ga kao »monstruoznost« kojoj nedostaje ono što je potrebno za učinkovitu i funkcionalnu državu. Nedostatak stalne vojske i središnje riznice te slaba središnja kontrola koju je vršio vladar koji je bio izabran, a ne nasljedan, pridonijeli su ideji da ne postoji jedinstvena njemačka država. Prema mišljenju njegovih suvremenika, Carstvo je nazadovalo iz »regularne« monarhije u vrlo neregularnu. Carstvo je uglavnom očuvano kroz sustav samouravnoteženja koji nije uključivao samo same carske vazale, već i države diljem Europe. Već u 18. stoljeću vladari diljem kontinenta smatrali su da bi unitarna njemačka država mogla postati najveća sila u Europi i da je u interesu gotovo svih da središnja Europa ostane »mekana«.
Sveto Rimsko Carstvo smatralo se »lošom šalom« i »blijedom parodijom rimske slave« zahvaljujući Voltaireovoj izjavi koja »još uvijek dominira pučkom maštom«:
Iako su postojali neki njemački romantičari »koji su tvrdili da Carstvo mora umrijeti da bi se Njemačka ponovno rodila«, velik se broj carskih podanika nije prestao nadati da bi se »bolesno« Carstvo moglo izliječiti i oživjeti. U prvih nekoliko godina 19. stoljeća došlo je do opsežnih reorganizacija i promjena vlasti unutar Carstva s Mirom u Lunévilleu s Prvom Francuskom Republikom iz 1801. godine, koji je značio kraj carske jurisdikcije u Južnoj Nizozemskoj i Italiji te uspon moćnih njemačkih vladara na sjeveru, uzrokujući konsolidaciju mnogih prethodno odvojenih carskih vazala i feuda u rukama nekolicine vladara. Tradicionalna politička hijerarhija Carstva bila je poremećena, ali suvremenicima nije bilo očito da će to dovesti do raspada Carstva; općenito je mišljenje bilo da predstavlja novi početak, a ne posljednjih nekoliko koraka prema kraju. Nadalje, mnogi publicisti unutar Carstva nisu vidjeli njegovu prirodu »neregularne« monarhije kao nešto negativno te nisu bili zabrinuti za formiranje novoga političkoga ili društvenoga poretka, već su radije nastojali povećati postojeće strukture kako bi stvorili bolju budućnost. Westfalski mir izričito je odredio da će Carstvo ostati nesvrstano i pasivno te da će raditi na održavanju mira u Europi (aranžmanu koji je odobravala većina njegovih stanovnika).
Tijekom 18. stoljeća vladari Svetoga Rimskog Carstva iz dinastije Habsburg pomalo su zanemarili svoju carsku ulogu. Iako je car Leopold I. (v. 1658. – 1705.) radio na jačanju Carstva i promicanju njegovih interesa, između ostaloga vodeći vrlo cijenjenu kulturnu politiku i uspješno ratujući protiv Osmanlija, njegovi sinovi i nasljednici Josip I. (v. 1705. – 1711.) i Karlo VI. (v. 1711. – 1740.) više su se trudili za interese vlastite dinastije nego za interese Carstva u cjelini. Godine 1705. diplomatske dužnosti i odgovornosti prenesene su s Carske kancelarije na Dvorsku kancelariju u Beču. Nakon smrti Karla VI. njegova kći Marija Terezija naslijedila je većinu njegovih titula, ali ne i carsku krunu (budući da žena nije bila kvalificirana za carske izbore) koja je otišla njegovu protivniku Karlu VII. Kada je carska titula umjesto toga dodijeljena njezinu suprugu Franji I. (v. 1745. – 1765.), Marija Terezija prasnula je u smijeh kada ga je vidjela u njegovoj carskoj krunidbenoj odori, smatrajući njegovu krunidbu Kasperltheaterom (Punch i Judy predstavom). Josip II. (v. 1765. – 1790.), sin i nasljednik Marije Terezije i Franje I., bio je još radikalniji u zanemarivanju Carstva. Godine 1778. razmišljao je o odricanju od carske titule, a 1784. godine – kada se nadao da će svoje zemlje u Belgiji (Austrijskoj Nizozemskoj) zamijeniti za Izbornu Kneževinu Bavarsku – razmišljao je o odricanju od carske titule i dodjeljivanju iste Karlu Teodoru, izbornomu knezu Bavarske, kao dio dogovora. Carstvo nije nužno bilo osuđeno na propast zbog habsburške nezainteresiranosti; u vremenima kada su carevi zanemarivali šire Carstvo, moćniji carski vazali obično su poduzimali korake kako bi ojačali njemačko jedinstvo među carskim knezovima.
Unatoč raširenoj ideji da je Sveto Rimsko Carstvo bilo »bolesno«, Carstvo nije bilo u konačnome padu prije nego što se uključilo u Francuske revolucionarne ratove od 1790-ih nadalje. U 18. stoljeću carske institucije proživljavale su nešto nalik renesansi. Carstvo je predstavljalo najsigurnije i najbolje jamstvo za prava manjih država i teritorija u vrijeme kada su Europom počele dominirati moćne carske nacionalne države. Zbog slabe središnje vlasti, konstitutivni teritoriji Carstva mogli su utjecati na vlastitu sudbinu; središnji Carski sabor odlučivao je o politici i zakonodavstvu te je dopuštao Carstvu da koordinira svoj odgovor na prijetnju koju je predstavljala Francuska, a dva odvojena carska vrhovna suda i carski okruzi predstavljali su uspješna mjesta za rješavanje sukoba unutar Carstva. Carski sabor također je bio mjesto gdje su slabiji carski knezovi mogli raditi kako bi uvjerili svoje moćnije kolege da ostanu u miru i riješe svoje nesuglasice.

## Ratovi s Napoleonom i Francuskom

### Austrijski ratni napori i odgovori
Iako su snage Prve Francuske Republike pregazile i okupirale Austrijsku Nizozemsku 1792. godine, Sveto Rimsko Carstvo prilično se dobro branilo sve dok Kraljevina Pruska nije odustala od ratnih napora kako bi usmjerila pozornost na svoje poljske teritorije (nadgledajući Drugu i Treću podjelu Poljske), uzimajući sa sobom svoje resurse i moćnu vojsku. Unatoč rastućim poteškoćama Carstva pred ratovima s Francuskom, nije bilo većih narodnih nemira unutar njegovih granica. Umjesto toga, objašnjenje za kraj Svetoga Rimskog Carstva leži u domeni visoke politike. Poraz Carstva u Francuskim revolucionarnim ratovima bio je najodlučniji korak u postupnome potkopavanju Carstva. Sukob između Francuske i Svetoga Rimskog Carstva započeo je s Francuzima koji su objavili rat novookrunjenomu habsburškom caru Franji II. samo u svojstvu kralja Ugarske. Činjenica da se velik dio širega Carstva, uključujući utjecajne osobe poput kralja Pruske te nadbiskupa i izbornoga kneza Mainza, koliko god to nije bilo voljno, pridružio sukobu na strani Habsburgovaca u formalnomu Reichskriegu (‘carskome ratu’) dokazuje da su carski ideali još uvijek živi u kasnomu 18. stoljeća.
Ključna točka u kojoj se sudbina promijenila bilo je prusko odustajanje od ratnih napora. Pruska je bila jedina prava protuteža austrijskome utjecaju u rimsko-njemačkim ustanovama. Iako su zapadni dijelovi Pruske, poput Brandenburga, ostali formalni dijelovi Svetoga Rimskog Carstva, a Prusi su i dalje bili zastupljeni u Carskome saboru, Pruska se prestala natjecati za utjecaj u carskim poslovima. Austrija je sama stajala kao zaštitnica državā u južnoj Njemačkoj, od kojih su mnoge počele razmišljati o sklapanju vlastitoga zasebnog mira s Francuskom. Kada su Austrijanci saznali da su Württemberg i Baden otvorili službene pregovore s Francuskom, vojske koje su poslale te dvije države raspuštene su i razoružane 1796., što je izazvalo ogorčenost protiv cara i, u kombinaciji s gubitcima za Francusku, sugeriralo da habsburški car više nije sposoban zaštititi svoje tradicionalne vazale u Njemačkoj.
U jeku ratova s Francuskom došlo je do značajne reorganizacije carskoga teritorija (tzv. Reichsdeputationshauptschluss kojega je Pruska podržavala), pri čemu je Habsburška Monarhija trebala kompenzirati knezove koji su izgubili teritorij u Francuskim revolucionarnim ratovima i optimizirati trenutačnu polufeudalnu strukturu Carstva. Iako je došlo do velikih teritorijalnih promjena – osobito gotovo potpunoga ukidanja bilo kakvoga crkvenog teritorija i značajnih teritorijalnih dobitaka za Bavarsku, Baden, Württemberg, Hessen-Darmstadt i Nassau – najvažnije promjene bile su u izbornome kolegiju Carstva. Salzburg je dodan kao četvrta katolička izborna kneževina, dok su Württemberg, Baden i Hessen-Kassel postali četvrta, peta i šesta protestantska izborna kneževina, dajući protestantima većinu po prvi puta u povijesti te izazivajući sumnju u mogućnost Franjina rada s Carskim saborom. Iako je austrijski režim potrošio mnogo vremena i resursā pokušavajući učiniti novi aranžman uspješnim, opća presuda u to vrijeme bila je da je reorganizacija u biti ubila Carstvo.

### Reakcija na Napoleonovu krunidbu za cara
Napoleon je 18. svibnja 1804. godine proglašen carem Francuza. Među ostalima, jedna od važnih osoba koja je prisustvovala krunidbi bio je papa Pio VII., vjerojatno strahujući da Napoleon planira osvojiti Papinsku Državu. Pio VII. bio je svjestan da je Napoleon svoju krunidbu za cara simbolički povezao s krunidbom Karla Velikoga te je prepoznao sličnost između Napoleonove titule i titule »car Rimljana« koju su nosili rimsko-njemački carevi. Svojom prisutnošću na ceremoniji, Pio VII. simbolički je odobrio prijenos carske vlasti (translatio imperii) s Rimljana (a time i s Franaka) na Francuze.
Napoleonova krunidba označila je kraj »staroga feudalnog poretka«. Krunidba je dobila različite reakcije u Svetomu Rimskom Carstvu. Iako je povratak monarhije u Francuskoj bio dobrodošao (premda nesretan utoliko što je monarh bio Napoleon), carska titula (umjesto kraljevske) nije bila dobrodošla. U Svetomu Rimskom Carstvu, Napoleonova titula izazvala je strahove da bi mogla potaknuti ruskoga cara da inzistira na tomu da je jednak rimsko-njemačkome caru te da bi mogla potaknuti druge vladare (poput Đure III., kralja Ujedinjenoga Kraljevstva) da se također proglase carevima. Odnosi između Habsburgovaca i Đure III. bili su složeni; u diplomaciji je bečki dvor dugi niz godina odbijao britanskoga kralja oslovljavati s »Njegovo Veličanstvo« jer je bio samo kralj, a ne car. Ludwig Cobenzl savjetovao je Franju II., odgovarajući na Napoleonovu namjeru da se proglasi carem, da je kao rimski car dosad uživao »prednost ispred svih europskih moćnika, uključujući ruskoga cara«.
U Beču je Napoleonova krunidba izazvala strah zbog mogućnosti da bi Napoleon zahtijevao krunu rimsko-njemačkoga cara. Dinastija Habsburg više »nije mogla računati na siguran izbor« na prijestolje Svetoga Rimskog Carstva jer je Napoleon neposredno utjecao na mnoge njemačke knezove, od kojih je većina bila protestantske vjeroispovijesti. Iako je Napoleonova carska titula bila nepoželjna, austrijski dužnosnici odmah su shvatili da bi odbijanje prihvaćanja njega kao cara dovelo do ponovnoga rata s Francuskom. Umjesto toga, fokus je preusmjeren na način kako prihvatiti Napoleona kao cara dok se istovremeno očuva nadmoć njihova vlastitoga cara i Carstva. Francuska je službeno prihvatila paritet s Austrijom kao zasebnom državom 1757., 1797. i 1801. godine te je u istim sporazumima priznala da je Sveto Rimsko Carstvo nadmoćno i Austriji i Francuskoj. Stoga je odlučeno da se Austrija uzdigne na status carstva kako bi se očuvao paritet između Austrije i Francuske dok bi se ujedno očuvala rimska carska titula kao najistaknutija, nadređena objema.

### Austrijsko Carstvo
Uvidjevši da je titula rimsko-njemačkoga cara sve više i više postajala »isprazni naslov« te pritom odgovarajući na Napoleonovu samokrunidbu, Franjo se 11. kolovoza 1804. godine proglasio carem Austrije (bez potrebe za novom krunidbom jer je već imao carsku krunidbu). Cobenzl je savjetovao da bi zasebna nasljedna austrijska titula također omogućila Habsburgovcima da održe ravnopravnost s drugim vladarima (budući da je Cobenzl rimsko-njemačku titulu smatrao samo počasnom) i u budućnosti osigurala izbore za položaj rimsko-njemačkoga cara. Bezbroj razloga korišteno je da se opravda stvaranje Austrijskoga Carstva, uključujući broj podanika pod Habsburškom Monarhijom, golem opseg njezinih krunskih zemalja te dugu vezu između obitelji Habsburg i izborne rimsko-njemačke carske titule. Franjo je uvjeravao svoje podanike da je »riječ samo o nazivu kojim će se uvećati sjaj kuće Habsburg, a ne i o promjeni u stvarnoj vlasti«, što zapravo nije bila istina. Dana 17. kolovoza 1804. godine javio je Kraljevini Ugarskoj i Hrvatskome Kraljevstvu da nova titula »ne dira u integritet, prava, zakone i ustave ‘vazda ljubljene kraljevine Ugarske i njoj pripojenih dijelova’«. Još jedna važna točka koja se koristila kao opravdanje njegova stvaranja bila je da je Franjo II. bio, u tradicionalnome smislu, vrhovni kršćanski monarh te je stoga imao pravo dodijeliti sebi bilo koje dostojanstvo koje je htio. Titula »car Austrije« trebala je biti povezana sa svim osobnim domenama Franje II. (ne samo Austrijom, već i zemljama poput Češke i Ugarske) bez obzira na njihov trenutačni položaj unutar ili izvan Svetoga Rimskog Carstva. Pojam »Austrija« u tome smislu odnosio se na dinastiju (često službeno nazivanu »dinastija Austrije« umjesto »dinastija Habsburgovaca«), a ne staro Austrijsko Nadvojvodstvo.
Titula rimsko-njemačkoga cara ostala je dominantna nad titulama »car Francuske« i »car Austrije«, budući da je utjelovljivala tradicionalni ideal univerzalnoga kršćanskog carstva. Ni austrijska ni francuska titula nisu svojatale upravljanje tim univerzalnim carstvom te stoga nisu poremetile tradicionalni uspostavljeni svjetski poredak.
Iako je Napoleon oklijevao vezati svoju vlastitu carsku titulu uz bilo kakve ustupke, trebalo mu je priznanje Austrije kako bi osigurao šire priznanje pa je pristao priznati novu titulu Franje II./I. Prije vlastite krunidbe Napoleon je Franji poslao osobno pismo čestitke. Đuro III. priznao je novu titulu u listopadu, dok ju je ruski car Aleksandar I. priznao u studenomu (iako se isprva protivio Franjinu »spuštanju sebe na razinu uzurpatora Napoleona«). Jedine značajne primjedbe na Franjinu titulu uputila je Švedska koja je držanjem Švedske Pomeranije, svojega carskog staleža, imala mjesto u Carskome saboru. Šveđani su naslov vidjeli kao »očito kršenje« carskoga ustava i, pozivajući se na svoju povlasticu kao jamca carskoga ustava, zahtijevali su službenu raspravu u Carskome saboru, prijetnju koju su neutralizirale druge stranke Carskoga sabora pristankom na produljenu ljetnu stanku do studenoga. Kako bi obranili titulu, carski predstavnici tvrdili su da ona ne krši carski ustav jer je već bilo drugih primjera dvojnih monarhija unutar Carstva: države poput Pruske i Švedske nisu bile dio Carstva, ali su njihovi posjedi unutar Carstva bili.

### Požunski mir
Rat Treće koalicije došao je prerano za Austriju koja je protiv Francuske krenula u rujnu 1805. godine. Poražena u Bitki kod Austerlitza 2. prosinca 1805., Austrija je morala prihvatiti uvjete koje je Napoleon diktirao Požunskim mirom 26. prosinca, što je stvorilo namjerne dvosmislenosti u carskome ustavu. Morala se, između ostaloga, odreći Venecije, Istre, Dalmacije i Boke kotorske, dok je Bavarskoj ustupila Tirol, a Badenu i Württembergu posjede u Švapskoj. Također se obvezala da će platiti 40 000 000 zlatnih franaka kao ratnu odštetu. Tajna klauzula obvezala je Franju da se odrekne od titule rimsko-njemačkoga cara. Baden, Bavarska i Württemberg dobili su plénitude de la souveraineté (‘puni suverenitet’) dok su ostali dio Conféderation Germanique (‘Njemačkoga saveza’), što je bilo novo ime za Sveto Rimsko Carstvo. Isto tako, namjerno je ostalo nejasno hoće li Vojvodstvo Kleve, Vojvodstvo Berg i Grofovija Mark (carski teritoriji preneseni na Joachima Murata) ostati carski feudi ili će postati dio Francuskoga Carstva. Sve do ožujka 1806. godine, Napoleon nije bio siguran trebaju li nominalno ostati unutar Carstva.
Slobodni carski viteški red, koji je proživio napad na svoja prava u Rittersturmu od 1803. do 1804. godine, bio je podvrgnut drugome napadu i nizu aneksija koje su Napoleonovi saveznici izvršili od studenoga do prosinca 1805. godine. Kao odgovor, viteška korporacija (corpus equestre) raspustila se 20. siječnja 1806. godine. S raspadom Svetoga Rimskog Carstva, vitezovi su izgubili svoju carsku neposrednost, prestajući biti i slobodni i carski; ostali su na milosti i nemilosti novonastalih suverenih država.
Suvremenici su poraz kod Austerlitza doživljavali kao prekretnicu od svjetskopovijesnoga značaja. Požunski mir također je doživljen kao radikalan pomak. Nije potvrđivao prethodne ugovore na uobičajen način i činilo se da njegova formulacija podiže Bavarsku, Baden i Württemberg u ravnopravne Carstvu, dok potonje spušta na samo njemačku konfederaciju. Ipak, Bavarska i Württemberg ponovno su potvrdile Carskome saboru da podliježu carskome zakonu. Neki su komentatori tvrdili da je plénitude de la souveraineté samo francuski prijevod za Landeshoheit (kvazisuverenitet koji posjeduju carski staleži) i da ugovor nije promijenio odnos između članova i Carstva.

## Uspostava Rajnske konfederacije
Tijekom prve polovice 1806. godine, Bavarska, Baden i Württemberg pokušavali su upravljati neovisnim kursom između zahtjevā Svetoga Rimskog Carstva i Napoleona I. Bonapartea. U travnju iste godine, Napoleon je tražio sporazum prema kojemu bi se tri države zauvijek udružile s Francuskom, dok bi se odrekle sudjelovanja u budućim Reichskriegovima i predale komisiji de méditation pod njegovim predsjedanjem kako bi riješili svoje sporove. Unatoč svemu tome, trebali su ostati članovi Svetoga Rimskog Carstva. Württemberg je naposljetku odbio potpisati. U lipnju je Napoleon počeo vršiti pritisak na izborne kneževine Bavarsku, Baden i Württemberg kako bi stvorio Confédération de la haute Allemagne (‘Gornjonjemačku konfederaciju’) izvan Carstva.
Dana 12. srpnja Bavarska, Baden i Württemberg te trinaest drugih manje važnih njemačkih kneževa, zajedno s Napoleonom koji je preuzeo protektorat nad njima i postao njihovim zaštitnikom, potpisali su Ugovor o Rajnskoj konfederaciji. Među njima bio je i Karl Theodor von Dalberg koji je 31. srpnja podnio ostavku na mjesto natkancelara Svetoga Rimskog Carstva i koji je postao knez-primas Rajnske konfederacije. Knezovi koji su sudjelovali u potpisivanju proglasili su svoj suverenitet i raskinuli vezu s rimsko-njemačkim carem. Uspostavili su Rajnsku konfederaciju koju je 12. srpnja činilo sljedećih šesnaest njemačkih država: Bavarska, Württemberg, Baden, Berg, Regensburg, Hessen-Darmstadt, Arenberg, Hohenzollern-Hechingen, Hohenzollern-Sigmaringen, Isenburg, Leyen, Salm-Salm i Salm-Kyrburg, Lihtenštajn, Nassau-Usingen i Nassau-Weilburg. Sve države Rajnske konfederacije zadržale su svoj suverenitet, no »sve su bile ujedinjene« s ciljem međusobnoga podržavanja u ratu te su, prema Ugovoru, trebale opskrbljivati Napoleonovu vojsku trupama. Stvaranje Rajnske konfederacije bila je izravna prijetnja Franji II. koji zapravo »nije imao stvarnu moć nad većinom njemačkih carskih država«, no, bez obzira na to, »titula rimskoga cara i dalje je imala prestiž«.
U petak, 1. kolovoza, članovi Rajnske konfederacije zaključili su istupanje iz Svetoga Rimskog Carstva. Francuski izaslanik u Regensburgu obavijestio je Carski sabor da Napoleon više ne priznaje postojanje Svetoga Rimskog Carstva. Devet knezova objavilo je proglas u kojemu su opravdavali svoje postupke tvrdeći da je Sveto Rimsko Carstvo već propalo i prestalo funkcionirati zbog poraza u Bitki kod Austerlitza. Izjavili su da »veza koja je prethodno trebala ujediniti različite članove njemačkoga političkog tijela više nije bila sposobna za tu svrhu, ili bolje rečeno da je zapravo već bila razvrgnuta«. Istoga je dana u 16 sati u regensburškome saboru izdiktirano raspuštanje Svetoga Rimskog Carstva. Izaslanici Napoleonovih njemačkih saveznika došli su usred saborskih praznika kako bi ga ovjerili.

## Abdikacija Franje II.
Uoči Napoleonova preuzimanja titule »car Francuza« 1804. i austrijskoga poraza u Bitki kod Austerlitza 1805., Habsburška Monarhija počela je razmišljati jesu li carska titula i Sveto Rimsko Carstvo u cjelini vrijedni obrane. Mnoge države koje su nominalno služile rimsko-njemačkome caru (poput Badena, Württemberga i Bavarske) otvoreno su prkosile carskoj vlasti i stale na Napoleonovu stranu. Čak i tada, značaj Carstva nije se temeljio na stvarnoj kontroli resursā, već na prestižu.
Glavna ideja iza Franjinih djelovanja 1806. godine bila je postaviti temelje potrebne za izbjegavanje dodatnih budućih ratova s Napoleonom i Francuskom. Jedna od zabrinutosti Habsburške Monarhije bila je da bi Napoleon mogao tražiti titulu rimsko-njemačkoga cara. Napoleona je privlačila ostavština Karla Velikoga; replike krune i mača Karla Velikoga bile su izrađene za njegovu krunidbu (ali ne i korištene tijekom nje) za cara Francuzā. Napoleon je svjesno oživio rimske carske simbole i težio stvaranju novoga poretka u Europi, nečega sličnog univerzalnome dominiju koji je impliciran u tituli »car Rimljana«. Međutim, Napoleonova vizija Karla Velikoga bila je potpuno drugačija od njemačke vizije. Umjesto da Karla Velikoga doživljava kao njemačkoga kralja, on ga je doživljavao kao franačkoga osvajača koji je proširio francusku vlast po srednjoj Europi i Italiji, što je on također nastojao postići. Napoleon se predstavljao kao »novi Karlo Veliki« te je izjavio: »jer, poput Karla Velikoga, ujedinjujem krunu Francuske s onom Langobardā, a moje carstvo graniči s istokom«.
Austrija je sporo reagirala na brz ritam događajā. Franjo je već 17. lipnja donio odluku da će abdicirati u trenutku koji se činio najboljim za Austriju. Klemens von Metternich poslan je na misiju u Pariz kako bi prozreo Napoleonove namjere koje su 22. srpnja razjašnjene u ultimatumu koji je zahtijevao da Franjo abdicira do 10. kolovoza 1806., u suprotnomu će Francuska ponovno napasti Austriju. Sve do 2. kolovoza Joseph Haas, šef tajništva glavnoga povjerenstva, nadao se da bi kraj Svetoga Rimskog Carstva ipak mogao biti izbjegnut. Međutim, opće je mišljenje u austrijskoj vladi bilo da je abdikacija neizbježna te da bi je trebalo kombinirati s ukinućem Svetoga Rimskog Carstva oslobađanjem carevih vazala od njihovih dužnosti i obveza. Formalno ukinuće Carstva smatralo se nužnim jer bi spriječilo Napoleona da stekne carsku titulu. Tijekom međuvlašća, dva carska vikara – Bavarska i Saska – imali bi pravo vršiti carsku vlast i, budući da su oboje bili u savezu s Napoleonom, takav bi aranžman mogao uzrokovati da Franjo koji je abdicirao (kao jedini austrijski car) postane Napoleonov vazal (kao rimsko-njemački car).
Iako nema konkretnih dokaza da je Napoleon zapravo težio tomu da postane rimsko-njemački car, moguće je da je razmišljao o toj ideji, posebno nakon što je uspostavio Rajnsku konfederaciju i uzvratio Austriji početkom 1806. godine. Napoleon možda nije mislio da bi se ta titula mogla kombinirati s titulom »car Francuza« (iako je Franjo bio i rimsko-njemački i austrijski car) te je moguće da je zbog toga napustio sve potencijalne rimske težnje jer se nije želio odreći svoje druge carske titule. Efemerne rimske težnje također se mogu sakupiti iz Napoleonove korespondencije s papinstvom; početkom 1806. godine upozorio je papu Pija VII.: »Vaša Svetost suverena je u Rimu, ali ja sam njegov car.« Neki izvori tvrde da je Napoleon ipak htio titulu rimskoga cara, ali ga je papa Pio VII. podsjetio da ta titula ne pripada njemu, već Habsburgovcima. To je razljutilo Napoleona budući da je on više puta u bitkama porazio tadašnjega rimskog cara Franju II. i prisilio ga da mu preda ogroman teritorij. Napoleon je imao namjeru smijeniti Franju s položaja rimsko-njemačkoga cara i »učiniti Sveto Rimsko Carstvo dijelom Napoleonskoga ‘novoga poretka’«.
Još važnije od straha da bi Napoleon potencijalno uzurpirao titulu, abdikacija je također bila namijenjena kupnji vremena za Austriju da se oporavi od svojih gubitaka jer se pretpostavljalo da će Francuska to dočekati s nekim ustupcima. Iako su se rimska titula i tradicija univerzalne kršćanske monarhije i dalje smatrali prestižnim i vrijednim nasljeđem, sada su se također smatrali stvarima prošlosti. S raspadom Svetoga Rimskog Carstva, Franjo je kao car Franjo I. Austrijski mogao usredotočiti svoju pozornost na kontinuirani uspon i prosperitet svojega novonastaloga, nasljednoga Austrijskog Carstva, kao i ponovnome uspostavljanju habsburške vlasti. Francuski diplomat Charles M. de Talleyrand sugerirao je Napoleonu da će savez između Francuske i Austrije dominirati Europom, ali »Napoleon nije bio zainteresiran«.
Sveto Rimsko Carstvo »više nije imalo nikakvoga značaja«. Franjo je znao da će titula naposljetku pripasti Bonaparteima. Budući da se nije mogao vojno oduprijeti, 6. kolovoza 1806. godine odrekao se svojega carskog dostojanstva i položio svoju carsku krunu te je istovremeno raspustio Sveto Rimsko Carstvo (premda nije imao stvarno pravo učiniti takvo što), spriječivši mogućnost da Napoleon preuzme krunu. Prema riječima Jamesa Brycea, britanskoga vikonta i povjesničara:
Ujutro istoga dana, carski glasnik Svetoga Rimskog Carstva odjahao je od Hofburga do crkve Devet zborova anđela (oboje se nalaze u Beču, glavnome gradu Habsburške Monarhije), gdje je isporučio službeni proglas Franje II. s balkona koji gleda na veliki trg. Pisani primjerci proglasa poslani su diplomatima Habsburške Monarhije 11. kolovoza zajedno s bilješkom koja je obavještavala bivše knezove Carstva da će Austrija nadoknaditi onima koji su bili plaćeni iz carske riznice.
Abdikacijom nije priznat francuski ultimatum, ali je naglašeno da su carski staleži svojim tumačenjem Požunskoga mira onemogućili Franju da ispuni obveze koje je preuzeo svojom izbornom kapitulacijom:
Rimsko-njemački carevi već su abdicirali (najznačajniji primjer jest abdikacija Karla V. iz 1556.), no Franjina je abdikacija bila jedinstvena. Dok je prijašnjim abdikacijama carska kruna vraćena izbornim knezovima kako bi oni mogli proglasiti novoga cara, Franjina je abdikacija istodobno raspustila Sveto Rimsko Carstvo, pa izbornih knezova više nije bilo.

## Reakcije

### Narodne reakcije
Sveto Rimsko Carstvo, institucija koja je trajala nešto više od tisuću godina, nije prošlo nezapaženo ili neoplakano. Njegov je raspad potresao Njemačku, a većina reakcija unutar bivših carskih granica bile su bijes, tuga ili sram. Čak su i potpisnici Ugovora o Rajnskoj konfederaciji bili ogorčeni; Alois Franz Xaver von Rechberg, bavarski izaslanik u Carskome saboru, izjavio je da je »bijesan« jer je »stavio svoj potpis na uništenje njemačkoga imena«, misleći na uključenost njegove države u konfederaciju koja je Sveto Rimsko Carstvo zapravo osudila na propast. S pravnoga stajališta, Franjina abdikacija bila je kontroverzna. Suvremeni pravni komentatori složili su se da je sâma abdikacija bila u potpunosti zakonita, ali da car nije imao ovlast raspustiti Carstvo. Kao takvi, nekoliko carskih vazala odbilo je priznati da je Carstvu došao kraj. Poljoprivrednici u Tiringiji odbili su prihvatiti kraj Carstva još u listopadu 1806. godine, vjerujući da je vijest o njegovu raspadu spletka lokalnih vlasti. Raspad Carstva mnogim je ljudima unutar njegova bivšega područja izazvao nesigurnost i strah za vlastitu budućnost, kao i za budućnost sâme Njemačke. Suvremeni izvještaji iz Beča opisuju raspad Carstva »neshvatljivim«, a reakciju opće javnosti »užasnutom«.
Suprotno strahovima šire javnosti, mnogi suvremeni intelektualci i umjetnici vidjeli su Napoleona kao vjesnika novoga doba, a ne kao rušitelja staroga poretka. Popularna ideja koju su prenijeli njemački nacionalisti bila je da je konačni raspad Svetoga Rimskog Carstva oslobodio Njemačku od pomalo anakronističkih ideja ukorijenjenih u blijedi ideal univerzalnoga kršćanstva i otvorio put ujedinjenju zemlje kao nacionalna država Njemačko Carstvo 65 godina kasnije. Njemački povjesničar Hellmuth Rössler tvrdio je da su se Franjo i Austrijanci borili za spas uglavnom nezahvalne Njemačke od Napoleonovih snaga, povlačeći se te napuštajući Carstvo tek kada ih je većina Njemačke izdala i pridružila se Napoleonu. Preuzimanje zasebnoga austrijskoga carskog naslova 1804. godine zaista nije značilo da je Franjo imao ikakve namjere abdicirati sa svoje prestižne pozicije rimskoga cara; ideja se samo počela razmatrati jer su okolnosti izvan habsburške kontrole prisilile na poduzimanje odlučnih radnji.
Povezan sa strahovima od onoga što sada jamči sigurnost mnogim manjim njemačkim državama, pjesnik Christoph Martin Wieland žalio se da je Njemačka sada zapala u »apokaliptično vrijeme« i izjavio:
Neki su raspad Svetoga Rimskog Carstva smatrali konačnim krajem staroga Rimskog Carstva. Prema riječima Christiana Gottloba von Voigta, ministra u Weimaru:
Prema riječima Jamesa Brycea, Sveto Rimsko Carstvo bilo je »najstarija politička institucija« i ista ona institucija koju je utemeljio August, pranećak Gaja Julija Cezara:
Kada su se suočili s padom i propašću svoga Carstva, mnogi suvremenici upotrijebili su katastrofalni pad drevne Troje kao metaforu zbog njegove povezanosti s pojmom potpunoga uništenja i kraja kulture. Slika apokalipse također se često koristila povezujući propast Svetoga Rimskog Carstva s nadolazećim krajem svijeta (odjekom srednjovjekovnih legendi o Posljednjemu rimskom caru, liku za kojega je prorečeno da će biti aktivan tijekom posljednjih vremena).
Catherina Geothe napisala je 19. kolovoza 1806. godine svojemu sinu Johannu Wolfgangu von Goetheu sljedeće:
Kritike i prosvjedi protiv ukinuća Svetoga Rimskog Carstva obično su bili cenzurirani, osobito u Rajnskoj konfederaciji pod francuskom upravom. Među aspektima koje je stanovništvo najviše kritiziralo bilo je uklanjanje ili zamjena tradicionalnih zagovora za Carstvo i cara u dnevnim crkvenim molitvama na cijelomu području bivšega Carstva. Potiskivanje iz Francuske, u kombinaciji s primjerima pretjerane odmazde protiv zagovornikā Carstva, osiguralo je da prosvjedi uskoro utihnu.
Joseph Görres, njemački pisac i filozof, ismijao je žaljenja zbog nestanka Svetoga Rimskog Carstva:
Goethe je izjavio da ga »više zanima rasprava između njegova kočijaša i lakaja« nego vijest o ukinuću Svetoga Rimskog Carstva.

### Službene i međunarodne reakcije
U službenome svojstvu, odgovor Kraljevine Pruske bio je samo uobičajen izraz žaljenja zbog »završetka časne veze posvećene vremenom«. Barun Görtz – pruski predstavnik u Carskome saboru koji je kao izborni izaslanik Izborne Kneževine Brandenburga (pruskoga teritorija unutar formalnih granica Svetoga Rimskog Carstva) 1792. godine sudjelovao na izboru Franje II. za rimsko-njemačkoga cara – reagirao je s tugom pomiješanom sa zahvalnošću i naklonošću prema dinastiji Habsburg i njihovoj bivšoj ulozi careva. Uzviknuo je:
Barun von Wiessenberg, austrijski izaslanik u Izbornoj Kneževini Hessen, izvijestio je da se lokalni izborni knez Vilim I. rasplakao i izrazio žaljenje zbog gubitka »ustava kojemu je Njemačka tako dugo dugovala svoju sreću i slobodu«.
Na međunarodnoj razini, propast Carstva dočekana je s pomiješanim ili ravnodušnim reakcijama. Ruski car Aleksandar I. nije ponudio nikakav odgovor, a danski kralj Kristijan VII. formalno je uključio svoje njemačke zemlje u svoja kraljevstva nekoliko mjeseci nakon raspada Carstva. Švedski kralj Gustav IV. Adolf, koji još nije osobito priznao zasebnu austrijsku carsku titulu, izdao je 22. kolovoza 1806. godine pomalo provokativan proglas stanovnicima svojih njemačkih zemalja, navodeći da raspuštanje Svetoga Rimskog Carstva »neće uništiti njemačku naciju« te izražavajući nadu da bi Carstvo moglo oživjeti. Napoleon je sarkastično izjavio da je Njemačka uvijek »postajala, a ne bila«.
Ujedinjeno Kraljevstvo odbilo je 1806. godine priznati ukinuće Svetoga Rimskog Carstva. James Bryce to komentira pišući:

## Mogućnost obnove
Raspad Svetoga Rimskog Carstva konstituiran je osobnom abdikacijom Franje II. od titule rimsko-njemačkoga cara te oslobađanjem svih vazala i carskih država od njihovih obveza i dužnosti prema caru. Titula rimsko-njemačkoga cara (teorijski ista titula kao i »rimski car«) i sâmo Sveto Rimsko Carstvo kao ideja i institucija (teoretski univerzalno suvereno carstvo) nikada nisu formalno ukinuti. Nastavak postojanja univerzalnoga carstva, iako bez definiranoga teritorija i bez cara, ponekad se spominjao u titulama drugih kasnijih monarha; naprimjer, kraljevi Italije iz Savojske dinastije nastavili su nositi titulu »princ i vječni vikar Svetoga Rimskog Carstva« koja potječe iz carske darovnice iz 14. stoljeća koju je rimsko-njemački car Karlo IV. dao njihovu pretku Amadeu VI., savojskome grofu.
Nakon Napoleonovih poraza 1814. i 1815. godine, u Njemačkoj i drugdje bilo je rašireno javno mnijenje koje je pozivalo na oživljavanje Svetoga Rimskog Carstva pod vodstvom austrijskoga cara Franje I. U to je vrijeme postojalo nekoliko čimbenika koji su spriječili obnovu Carstva kakvo je bilo u 18. stoljeću, posebice uspon većih, konsolidiranih kraljevina u Njemačkoj – poput Bavarske, Saske i Württemberga – kao i pruski interes za postati velika sila u Europi (umjesto da i dalje bude vazal Habsburgovcima). Čak i tada, obnova Svetoga Rimskog Carstva, s moderniziranom unutarnjopolitičkom strukturom, nije bila nedostatna na Bečkome kongresu koji je odlučivao o europskim granicama nakon Napoleonova poraza. Međutim, Franjo je dugo prije Kongresa zaključio da politička struktura Svetoga Rimskog Carstva ne bi bila superiornija novomu poretku u Europi i da njegova obnova nije bila u interesu Habsburške Monarhije. U službenomu svojstvu, papinstvo je činjenicu da Sveto Rimsko Carstvo nije obnovljeno na Bečkomu kongresu (uz druge odluke donesene tijekom pregovorā) smatralo »štetnim za interese katoličke vjere i prava Crkve«.
Umjesto Svetoga Rimskog Carstva, Bečki je kongres stvorio Njemački savez (Deutscher Bund) koji su austrijski carevi vodili kao Bundespräsidium i koji će se pokazati neučinkovitim. Savez je oslabljen njemačkim revolucijama nakon kojih je Frankfurtski parlament, koji su izabrali narodi Saveza, pokušao proglasiti Njemačko Carstvo i imenovati pruskoga kralja Fridrika Vilima IV. svojim carem. Sâm Fridrik nije odobravao tu ideju, već je favorizirao obnovu Svetoga Rimskog Carstva pod austrijskim Habsburgovcima iako ni sâmi Habsburgovci ni njemački revolucionari, još uvijek aktivni u to vrijeme, ne bi odobrili tu ideju.

## Posljedice
Raspad Svetoga Rimskog Carstva bio je velik prijelom u njemačkoj povijesti. Dogodile su se najradikalnije promjene u ustavnome pravu. Također se dogodila najveća teritorijalna promjena i preraspodjela posjeda između 1648. i 1945. godine.
Za mnoge je suvremenike to bio dramatičan događaj. Knezovi i grofovi izgubili su svoja suverena prava. Carski podanici izgubili su radna mjesta te mogućnost za obrazovanje i opskrbu. Porezno opterećenje poraslo je na cijelome području nekadašnjega Carstva, a podanici nisu mogli podnijeti tužbe protiv istoga pred carskim sudovima. Vojne obveze uvedene su po prvi puta ili su zaoštrene. U to vrijeme nastale su nove, teritorijalno ujedinjene države koje su imale jedinstvena tržišta bez unutarnjih carinskih granica. Promjene koje su se dogodile uz potporu Napoleonove Francuske dovele su u mnogim dijelovima Njemačke do učvršćenja apsolutističke vlasti. Međutim, u središnjoj i jugozapadnoj Njemačkoj istodobno su postavljeni temelji za nove ustavne poretke. Ti ustavi služili su za osiguranje kreditne sposobnosti.
Neposredno nakon tih događaja, djelomično traumatična iskustva tabuirana su u historiografiji. Preživjele njemačke države skovale su vlastitu povijest i novu nacionalnu metanaraciju.
Za razliku od onoga nakon 1945. godine, novi poredak nakon 1806. godine nije bio slomljeni poredak, već »novi poredak koji je bio moralno diskreditiran na mnogo načina«. To je bio jedan od razloga zašto se priželjkivalo za Carstvom odmah nakon 1806. godine. Čežnja je ubrzo usmjerena na srednji vijek jer se »suvremena povijest mogla uzeti samo krajnje selektivno«, budući da je većina preživjelih njemačkih država sudjelovala s Napoleonom koji je bio »neprijatelj Carstva« i kojemu su iste dugovale svoj opstanak i »drastično proširenje«.
Ukinućem Svetoga Rimskog Carstva pojavilo se njemačko pitanje koje je konačno riješeno tek 3. listopada 1990. godine ponovnim ujedinjenjem Njemačke.

## Nasljeđe
U Austrijskome Carstvu, habsburška dinastija nastavila je djelovati kao zamjena za nacionalnost iako austrijska carska titula nije bila povezana s bilo kojom posebnom nacionalnošću. Iako su njemački vazali Svetoga Rimskog Carstva bili oslobođeni svojih obveza, Franjo i njegovi nasljednici nastavili su vladati velikim stanovništvom koje je govorilo njemački jezik, a Carska regalija Svetoga Rimskog Carstva nastavila se čuvati unutar njihovih domena (i dan-danas je pohranjena te izložena u Carskoj riznici u Hofburgu). Dinastija je zadržala svoj istaknuti status među kraljevskim obiteljima u Europi i još je uvijek bila jedina prava carska obitelj u očima mnogih svojih podanika. Iako su novomu Austrijskom Carstvu nedostajali mnogi ključni elementi Svetoga Rimskog Carstva, ono je u praksi i idealima ostalo blisko Svetomu Rimskom Carstvu iz vremena prije 1806. godine. U mnogim su aspektima austrijski carevi nastavili djelovati kao zaštitnici Katoličke Crkve, baš kao što su to činili rimsko-njemački carevi prije njih, nastavljajući zahtijevati pravo ius exclusivae. Tijekom svojega zatočeništva u Francuskoj od 1809. do 1814. godine i nakon što je kasnije bio oslobođen, papa Pio VII. gledao je na Franju kao na zaštitnika Crkve, moleći ga da mu pomogne u ponovnome uspostavljanju Papinske Države.
Nakon Franjine abdikacije, novo Austrijsko Carstvo poduzelo je korake kako bi se udaljilo od starijega Svetoga Rimskog Carstva. Simboli i službeni naslovi austrijske monarhije izmijenjeni su kako bi se Austrija istaknula kao posebna cjelina. Budući da je pojam Kaiserthum Österreich (‘Austrijsko Carstvo’) ušao u svakodnevni govor, monarhija je ubrzo izbacila izvorni prefiks »nasljedno« koji se koristio od 1804. do 1806. godine kako bi se naglasila razlika između Austrije i Svetoga Rimskog Carstva.
Uz Austrijsko Carstvo (i Francusku pod Napoleonom I. Bonaparteom), najistaknutiji potencijalni polagatelj prava na nasljeđe Svetoga Rimskog Carstva (u smislu vladanja Njemačkom) nakon njegove propasti i ukinuća bila je Kraljevina Pruska kojom je vladala dinastija Hohenzollern. Uz rastuće krunske zemlje Habsburgovaca, Pruska je predstavljala jedinu veliku silu u srednjoj Europi tijekom posljednjega stoljeća (ili nešto više) carske vladavine Svetoga Rimskog Carstva. Često se pričalo da su Prusi imali carske ambicije, a pričalo se i da je pruski kralj Fridrik II. 1740. godine bio kandidat za rimsko-njemačkoga cara. Fridrik II. i ostali pruski kraljevi odbacili su te ideje dok su ostali pod carskom vlašću, tvrdeći da bi dodatni teritorij i moć bili korisniji od carske titule. Godine 1795. te ponovno 1803. i 1804. francuski predstavnici sugerirali su da bi Pruska mogla pretvoriti svoje sjeverne njemačke teritorije u carstvo, ali Hohenzollerni nisu bili zainteresirani za provođenje takvoga plana. Iako su pruski vladari i njihovi dužnosnici izražavali tugu zbog propadajućega stanja Svetoga Rimskog Carstva od 1792. godine nadalje, također su bili kritični prema nostalgiji za njemačkom poviješću pod carskom vlašću. Prusi su izglede za preživljavanje Svetoga Rimskog Carstva smatrali vrlo niskima te su vidjeli Francuze kao prave nasljednike starih Karolinga, neprijatelja za kojega su vjerovali da se ne može poraziti normalnim vojnim sredstvima.
Nesklonost Hohenzollernā da preuzmu carsku titulu promijenila se 1806. godine jer su se bojali da bi, s formiranjem Rajnske konfederacije i ukinućem Svetoga Rimskog Carstva, Napoleon mogao težiti zalaganju za hipotetski položaj »cara Njemačke«. Iako su napravljene pripreme za stvaranje »carske unije« u sjevernoj Njemačkoj, s carem iz dinastije Hohenzollern, ti su planovi odbačeni u rujnu 1806. godine nakon što su naišli na malu podršku, dok im se ruski car Aleksandar I. usprotivio. Budući da Hohenzollerni nisu imali carsko podrijetlo, nisu sebe vidjeli kao carsku dinastiju i, čak i nakon Napoleonovih konačnih poraza 1813. i 1815. godine, njihov se položaj malo promijenio. Iako je Njemačka ujedinjena u Njemačko Carstvo 1871. godine pod hohenzollernskim carem Vilimom I., proglašenje novoga carstva bilo je ideološki problematično. Hohenzollerni su se uglavnom našli u nevolji s njegovim implikacijama. Bilo je pokušajā da se Njemačko Carstvo poveže s institucijama Svetoga Rimskog Carstva, ali su se njegovi carevi nastavili nabrajati nakon pruskih kraljeva; car Fridrik III. (v. 1888.) dobio je ime po Fridriku II., svojemu kraljevskom prethodniku, a ne po rimsko-njemačkome caru Fridriku III. iz 15. stoljeća (novi Fridrik tada bi bio Fridrik IV.).
I Njemačko Carstvo i dvojna Austro-Ugarska Monarhija propali su 1918. godine tijekom Prvoga svjetskog rata.
Adolf Hitler zamišljao je Treći Reich kao povijesnoga nasljednika dvaju prethodnih njemačkih carstava: Svetoga Rimskog Carstva (Prvoga Reicha) i Njemačkoga Carstva (Drugoga Reicha). Nacisti su od 1933. do 1945. godine kroz Treći Reich, za kojega je Hitler tvrdio da će trajati 1000 godina, nastojali baštiniti Sveto Rimsko Carstvo. Njihov režim oslanjao se na često iskrivljena i izopačena sjećanja na Karla Velikoga, Otona I. Velikoga i Fridrika II.
Tijekom stoljećā, mnoge države Svetoga Rimskog Carstva razvile su se u 16 suvremenih saveznih pokrajina Njemačke. Kao djelomično suverene države, njemačke savezne pokrajine, osobito u više ili manje neovisno upravljanim područjima (poput kulture i obrazovanja), podsjećaju na staro Carstvo. Povjesničari Norman Stone i Johannes Burkhardt usporedili su Sveto Rimsko Carstvo, posebno u pogledu njegovih sastavnih država pod lokalnom upravom, sa suvremenom Saveznom Republikom Njemačkom, pri čemu je Burkhardt napisao: »Mogu nedvosmisleno reći da je Stari Reich bio pravi prethodnik Savezne Republike Njemačke.« Stone je u vezi s temeljima suvremene Republike napisao:
Europska unija, »skupina različitih zemalja okupljenih pod labavim kišobranom«, suvremeni je primjer odražavanja ideje kasnoga Svetoga Rimskog Carstva.
Hrvatski povjesničar Drago Roksandić napisao je 15. lipnja 1998. godine u predgovoru hrvatskome izdanju knjige Le Saint-Empire Jean-Françoisa Noëla:
Tisuću je godina Sveto Rimsko Carstvo kao političko tijelo donosilo stabilnost i red u srednju Europu. Unatoč tomu što naposljetku nije uspjelo spriječiti rat s Francuskom, nominalna uloga kasnoga Svetoga Rimskog Carstva u radu na miru te formiranju labave vrste hegemonije i partnerstva ponudila je alternativu univerzalnoj apsolutnoj monarhiji Napoleonova Francuskoga Carstva i univerzalnoj republici koju je zagovarala revolucionarna Francuska te je poslužila kao model za ustave međunarodnih tijela i organizacija u budućnosti.

## U umjetnosti

### Ne može ih se staviti pod isti šešir(oko 1800./1805.)
Politička karikatura Ne može ih se staviti pod isti šešir prikazuje krizno stanje u Svetomu Rimskom Carstvu iz oko 1800. godine. Prema Burgdorfu, slika prikazuje stanje Carstva nakon Glavnoga zaključka izvanredne Carske deputacije. Germania pokušava vezati carske posjede užetom i držati ih pod istim šeširom, ali ne uspijeva. Orao, koji sjedi na stablu na lijevoj strani slike, simbolizira Sveto Rimsko Carstvo. Kulturno i političko nejedinstvo Carstva sprječava postizanje nacionalnoga jedinstva.

### Sud vremena(1805./1806.)
Karikatura Sud vremena jest alegorijski prikaz propadanja Svetoga Rimskog Carstva. Na slici je Napoleonov orao oborio dvoglavoga rimsko-njemačkoga carskog orla i bacio ga »u dubine«. Monstruozni lik u sredini jest čudovište s majmunskom glavom i rimsko-njemačkom carskom krunom, koje simbolizira Sveto Rimsko Carstvo. Kron mu drži ogledalo kako bi mu dao do znanja da mu je došao kraj.

### I grobovi svetaca otvoriše se, a prosvjetiteljstvo i duh zajedništva pojaviše se ponovno u Njemačkoj(1806.)
Podrugljiva slika I grobovi svetaca otvoriše se, a prosvjetiteljstvo i duh zajedništva pojaviše se ponovno u Njemačkoj iz 1806. godine prikazuje kako se Sveto Rimsko Carstvo sa »svojim stupovima« ruši. Franjo II. sjedi na prijestolju, ali baldahin »već opasno nakrivljeno visi iznad njega«, a »u sljedećemu trenutku sve će se srušiti«. U ruci drži plahtu s modificiranom molitvom koja glasi: »Oče Franjo, u ruke tvoje predajem duh svoj i Sveto Rimsko Carstvo pognulo je glavu i izdahnulo.« Stoga je zapečaćen kraj Svetoga Rimskog Carstva. Za stolom stoje tri izborna kneza, a ispred njih cedulje s natpisima »Hessen dobiva«, »Baden dobiva« i »Bavarska dobiva«. To troje izaći će kao pobjednici nakon raspada Carstva. Klupe carskih gradova i duhovnih knezova, koji su imali svoje mjesto u Carskome saboru, prazne su, a njihovi predstavnici jesu »jasni gubitnici« nakon raspada Svetoga Rimskog Carstva te im je uskraćen pristup.

## Napomene
1. ↑  Napoleon je uspostavio Rajnsku konfederaciju i prisilio Franju II. na abdikaciju kako bi učvrstio svoju vlast nad njemačkim državama te naposljetku okončao Sveto Rimsko Carstvo.[5] On je također 1806. godine proglasio ukinuće Svetoga Rimskog Carstva.[6]
2. ↑  Premda je Napoleon također proglasio ukinuće Svetoga Rimskog Carstva 1806. godine.[6]
3. ↑  Njih ukupno šesnaest.[6]
4. ↑  Za razliku od njih, neke sekularizirane kneževine-biskupije na sjeveru i sjeveroistoku (poput Brandenburga, Havelberga, Lebusa, Meissena, Merseburga, Naumburg-Zeitza, Schwerina i Cammina) prestale su ostvarivati neovisna prava te su zapravo postale podređene moćnim susjednim vladarima puno prije Reformacije. Tako su postale kneževine-biskupije samo po imenu.[26]
5. ↑  Jedna procjena temeljena na granicama Njemačke iz 1870. godine daje broj stanovnika od otprilike 15 – 17 milijuna oko 1600. godine, koji je pao na 10 – 13 milijuna oko 1650. godine. Drugi povjesničari koji se bave procjenama stanovništva ranonovovjekovnoga Svetoga Rimskog Carstva sugeriraju da je broj stanovnika pao s 20 milijuna na otprilike 16 – 17 milijuna do 1650. godine.[30]
6. ↑  Franjo je zapravo stvorio novo državno tijelo – Austrijsko Carstvo – u čiji su sastav ušle sve zemlje pod Franjinom izravnom vlašću (uključujući Hrvatsku i Ugarsku) iako on to nije priznavao.[50]
7. ↑  Napoleon je doznao da je Dalmacija bila zapuštena pod dugotrajnom i lošom mletačkom upravom.[61] Čim je postao njezinim vladarom, naumio ju je učiniti »sretnom i zadovoljnom«.[62] Proveo je mnoge odredbe kako bi podigao blagostanje Dalmacije.[63]
8. ↑  Njemački: Rheinbundakte.[69]
9. ↑  Njemački: Rheinbund.[71]
10. ↑  Godine 1812. Napoleon je izjavio: »Ja sam istinski rimski car; pripadam najboljoj lozi cezarā – onima koji su osnivači.«[84]
11. ↑  Rasvjetom, vatrometom i igrama 15. kolovoza 1806. obilježio se blagdan sv. Napoleona.[102] Istoga se dana po naredbi francuskoga maršala Pierrea Augereaua svečano proslavio i Napoleonov rođendan. Međutim, narod je sudjelovao s otvorenom apatijom.[90]
12. ↑  Iako »njemačko pitanje nije kontinuirano postojalo« u razdoblju od 1806. do 1990. godine.[7]
13. ↑  Ili Kaiserstaat Österreich.[54]
14. ↑  Premda je u službenu uporabu ušao tek 1849. godine.[54]
15. ↑  Njemački: Man kann Sie nicht unter einen Hut bringen.[8][122]
16. ↑  Njemački: Das Gericht der Zeit.[123]
17. ↑  Njemački: Und die Graeber der Heiligen thaten sich auf Und die Aufklaerung und der Gemeingeist erschienen aufs neue in Deutschland.[124]

### Zbornici
- Burgdorf, Wolfgang. 2012. ‘Once we were Trojans!’: Contemporary Reactions to the Dissolution of the Holy Roman Empire of the German Nation [»Nekoć smo bili Trojanci!«: Suvremene reakcije na raspad Svetoga Rimskog Carstva Njemačke Narodnosti].   Evans, R. J. W.; Wilson, Peter H. (ur.). The Holy Roman Empire, 1495-1806: A European Perspective [Sveto Rimsko Carstvo, 1495. – 1806.: Europska perspektiva]. Brill's Companions to European History [Brillovi vodiči kroz europsku povijest] (engleski). 1. Prijevod: McNeil, Brian. Brill. Leiden. str. 51–76. doi:10.1163/9789004228726_005. ISBN 978-90-04-20683-0. ISSN 2212-7410. LCCN 2012009348. OCLC 778327657. OL 25270288M.
- Wilson, Peter H. 2009. The Meaning of Empire in Central Europe around 1800 [Značenje Carstva u srednjoj Europi oko 1800.].   Forrest, Alan; Wilson, Peter H. (ur.). The Bee and the Eagle: Napoleonic France and the End of the Holy Roman Empire, 1806 [Pčela i orao: Napoleonska Francuska i kraj Svetoga Rimskog Carstva 1806.]. War, Culture and Society, 1750–1850 [Rat, kultura i društvo, 1750. – 1850.] (engleski). Pretisak. 1. izdanje. Palgrave Macmillan. London. str. 22–41. doi:10.1057/9780230236738_2. eISSN 2634-6702. ISBN 978-1-349-28437-5. ISSN 2634-6699. Inačica izvorne stranice arhivirana 31. kolovoza 2024. Pristupljeno 16. siječnja 2025. Prenosi Google knjige.

### Knjige
- Beales, Derek. 2003. Prosperity and Plunder: European Catholic Monasteries in the Age of Revolution, 1650–1815 [Prosperitet i pljačka: Europski katolički samostani u doba revolucije, 1650. – 1815.] (engleski). Cambridge University Press. Cambridge, Engleska. ISBN 0-521-59090-6. LCCN 2003273863. OCLC 52055125. OL 3705299M.
- Bryce, James. 1871. [1864.] The Holy Roman Empire [Sveto Rimsko Carstvo] (PDF) (engleski). Revidirano 3. izdanje. Macmillan and Co. London. Pristupljeno 16. siječnja 2025. Prenosi Internet Archive.
- Bryce, James. 2020. [1864.] The Holy Roman Empire (engleski). Reprodukcija izvornika. 1. izdanje. Outlook Verlag GmbH. Frankfurt na Majni. ISBN 978-3-75239-293-7. OCLC 1191192056. Pristupljeno 6. siječnja 2025. Prenosi Google knjige.
- Correspondence Respecting the Affairs of Italy, 1846/1847: Presented to both Houses of Parliament by Command of Her Majesty [Korespondencija u vezi s talijanskim poslovima, 1846./1847.: Predstavljena obama domovima parlamenta po naredbi Njezina Veličanstva] (engleski). 1. Harrison and Son. London. Srpanj 1849. Pristupljeno 12. siječnja 2025. Prenosi Google knjige.
- Datta, Pietro Luigi. 1834. Lezioni di paleografia e di critica diplomatica sui documenti della monarchia di Savoia [Pouke iz paleografije i diplomatske kritike na dokumentima savojske monarhije] (talijanski). Coi tipi di Giuseppe Pomba. Torino. Pristupljeno 12. siječnja 2025. Prenosi Google knjige.
- Feuerstein-Praßer, Karin;  i dr. (Groß-Schulte, Andrea; Jung, Marion; Lawrenz, Cornelia; Prager, Karin; Schertler, Otto; Schneider-Ferber, Karin; Sonnabend, Holger). 2010. [2006.]  Opačić, Vid Jakša (ur.). Ilustrirana povijest svijeta: Rani srednji vijek, 907. – 1154. Prijevod: Gorić Koren, Duška. Mozaik knjiga. ISBN 978-953-14-0764-9.
- Gagliardo, John D. 1980. Reich and Nation: The Holy Roman Empire as Idea and Reality, 1763–1806 [Reich i nacija: Sveto Rimsko Carstvo kao ideja i stvarnost, 1763. – 1806.] (engleski). Indiana University Press. ISBN 978-0-253-16773-6. LCCN 79002170. OCLC 5563434. OL 4401178M.
- Godsey Jr., William D. 2004. Nobles and Nation in Central Europe: Free Imperial Knights in the Age of Revolution, 1750–1850 [Plemići i nacija u srednjoj Europi: Slobodni carski vitezovi u doba revolucije, 1750. – 1850.]. New Studies in European History [Nove studije europske povijesti] (engleski). Cambridge University Press. Cambridge, Engleska. ISBN 978-0-521-83618-0. LCCN 2004045194. OCLC 1074639379. OL 3303691M.
- Horvat, Rudolf. 1906. Najnovije doba hrvatske povijesti (PDF). Matica hrvatska. Zagreb. Pristupljeno 15. svibnja 2025. Prenosi Internet Archive.
- Muldoon, James. 1999. Empire and Order: The Concept of Empire, 800–1800 [Carstvo i poredak: Koncept carstva, 800. – 1800.]. Studies in Modern History [Studije moderne povijesti] (engleski). 1. izdanje. Palgrave Macmillan. London. doi:10.1057/9780230512238. eISSN 2946-2061. ISBN 978-0-312-22226-0. ISSN 2946-2053. LCCN 99013305. OCLC 40830099. OL 32086M.
- Noël, Jean-François. 1998. [1976.]  Roksandić, Drago (ur.). Sveto Rimsko Carstvo. Manualia Universitatis studiorum Zagrabiensis. Prijevod: Pavković, Vesna. Hrvatsko izdanje. Barbat. Zagreb. ISBN 953-181-023-0.
  - ∟ Roksandić, Drago. 15. lipnja 1998. Predgovor hrvatskom izdanju. Zagreb. str. VII–XIX.
- Šišić, Ferdo. 1913. Hrvatska povijest, treći dio: od godine 1790. do godine 1847. Mala knjižnica Matice hrvatske. VII. Matica hrvatska. Zagreb. Pristupljeno 24. svibnja 2025. Prenosi Internet Archive.
- Voltaire. 1773. [1756.] Essai sur les mœurs et l’esprit des nations; Et sur les principaux faits de l’histoire depuis Charlemagne jusqu’à Louis XIII [Esej o moralu i duhu naroda, i o glavnim povijesnim činjenicama od Karla Velikoga do Luja XIII.]. Œuvres de monsieur de V*** [Djela gospodina V***] (francuski). 3. Novo izdanje. [s.n.]. Neuchâtel. OCLC 797016561. Pristupljeno 14. siječnja 2025. Prenosi Internet Archive.
- Whaley, Joachim. 2012. Germany and the Holy Roman Empire: Volume I: Maximilian I to the Peace of Westphalia, 1493–1648 [Njemačka i Sveto Rimsko Carstvo, svezak I: Od Maksimilijana I. do Westfalskoga mira, 1493. – 1648.] (engleski). 1. Oxford University Press. New York. ISBN 978-0-19-873101-6. LCCN 2011534543. OCLC 772967090. OL 25339319M.
- Whaley, Joachim. 2012. Germany and the Holy Roman Empire: Volume II: The Peace of Westphalia to the Dissolution of the Reich, 1648-1806 [Njemačka i Sveto Rimsko Carstvo, svezak II: Od Westfalskoga mira do raspada Carstva, 1648. – 1806.] (engleski). 2. Oxford University Press. New York. doi:10.1093/acprof:oso/9780199693078.001.0001. ISBN 978-0-19-969307-8. OCLC 774290193.
- Wilson, Peter H. 2011. The Holy Roman Empire 1495–1806 [Sveto Rimsko Carstvo 1495. – 1806.]. Studies in European History [Studije europske povijesti] (engleski). 2. izdanje. Palgrave Macmillan. Basingstoke. ISBN 978-0-230-23978-4. OCLC 720536172. OL 26129539M.
- Wilson, Peter H. 2016. Heart of Europe: A History of the Holy Roman Empire [Srce Europe: Povijest Svetoga Rimskog Carstva] (engleski). The Belknap Press. Cambridge, Massachusetts. doi:10.4159/9780674915909. ISBN 978-0-674-05809-5. LCCN 2015037932. OCLC 939519825. OL 26199131M.

### Znanstveni radovi i časopisi
- Blanning, Tim. 2012. The Holy Roman Empire of the German Nation past and present [Sveto Rimsko Carstvo Njemačke Narodnosti u prošlosti i sadašnjosti]. Historical Research (engleski). Oxford University Press. 85 (227): 57–70. doi:10.1111/j.1468-2281.2011.00579.x.
- Budak, Neven. 2002. Habsburzi i Hrvati. Kolo. Matica hrvatska. 3 (288). Inačica izvorne stranice arhivirana 23. prosinca 2018. Pristupljeno 23. ožujka 2025.
- Cavendish, Richard. Srpanj 2006. The End of the Holy Roman Empire [Kraj Svetoga Rimskog Carstva]. History Today (engleski). 56 (7). Inačica izvorne stranice arhivirana 14. veljače 2019. Pristupljeno 20. listopada 2024.
- Chaloupek, Günther. 2015. The Congress of Vienna and the Emerging Rivalry between Austria and Prussia for Hegemony in Central Europe [Bečki kongres i nadolazeće suparništvo između Austrije i Pruske za prevlast u srednjoj Europi] (DOCX). Contribution to the 28th Heilbronn Symposion in Economics and the Social Sciences [Doprinos 28. heilbronnskome simpoziju iz ekonomije i društvenih znanosti] (engleski). Inačica izvorne stranice arhivirana 13. srpnja 2020. Pristupljeno 31. srpnja 2024.
- Faulkner, Neil. 15. studenoga 2015. The Battle of Austerlitz: Napoleon’s Masterpiece [Bitka kod Austerlitza: Napoleonovo remek-djelo]. Military History Matters (engleski). Current Publishing. Inačica izvorne stranice arhivirana 17. svibnja 2021. Pristupljeno 8. svibnja 2025.
- Flogkerzie, Lawrence J. 1990. Saxony, Austria, and the German Question after the Congress of Vienna, 1815–1816 [Saska, Austrija i njemačko pitanje nakon Bečkoga kongresa, 1815. – 1816.]. The International History Review (engleski). Taylor & Francis. 12 (4): 661–687. doi:10.1080/07075332.1990.9640563. ISSN 0707-5332. JSTOR 40106275.
- Harrison, Henrietta. Lipanj 2017. The Qianlong Emperor’s Letter to George III and the Early-Twentieth-Century Origins of Ideas about Traditional China’s Foreign Relations [Pismo cara Qianlonga Đuri III. i podrijetlo ideja o vanjskim odnosima tradicionalne Kine s početka 20. stoljeća]. American Historical Review (engleski). Oxford University Press. 122 (3): 680–701. doi:10.1093/ahr/122.3.680. eISSN 1937-5239. ISSN 0002-8762. Inačica izvorne stranice arhivirana 8. svibnja 2020. Prenosi Oxford Academic.
- Lentz, Thierry. 2008. Napoleon and Charlemagne [Napoleon i Karlo Veliki] (PDF). Napoleonica, la revue (engleski). Fondation Napoléon. 1 (1): 1–23 (45–68). doi:10.3917/napo.081.0002. Pristupljeno 9. siječnja 2025. Prenosi Cairn.info.
- Morris Jr., Warren B. Svibanj 1977. The Prussian Plan of Union: Traditional Policy by “Revolutionary” Means [Pruski plan unije: Tradicionalna politika »revolucionarnim« sredstvima]. The Historian (engleski). Taylor & Francis. 39 (3): 515–530. doi:10.1111/j.1540-6563.1977.tb01200.x. JSTOR 24444582.
- Orford, Anne. 2009. Jurisdiction Without Territory: From the Holy Roman Empire to the Responsibility to Protect [Jurisdikcija bez teritorija: Od Svetoga Rimskog Carstva do odgovornosti za zaštitu] (PDF). Michigan Journal of International Law (engleski). 30 (3): 981–1015. eISSN 2688-5522. ISSN 1052-2867. Pristupljeno 25. srpnja 2024. Prenosi University of Michigan Law School Scholarship Repository.
- Renna, Thomas. 2017. Papal Approval of Holy Roman Emperors, 1250–1356 [Papinsko odobrenje rimsko-njemačkih careva, 1250. – 1356.] (PDF). Expositions (engleski). 11 (2): 57–90. ISSN 1747-5376. Pristupljeno 26. srpnja 2024.
- Schindling, Anton. 1986. The Development of the Eternal Diet in Regensburg [Razvoj Vječne skupštine u Regensburgu]. The Journal of Modern History (engleski). University of Chicago Press. 58: S64–S75. doi:10.1086/243149. JSTOR 1880008. S2CID 144471373.
- Wilson, Peter H. 2006. Bolstering the Prestige of the Habsburgs: The End of the Holy Roman Empire in 1806 [Jačanje prestiža Habsburgovaca: Kraj Svetoga Rimskog Carstva 1806.]. The International History Review (engleski). Taylor & Francis. 28 (4): 709–736. doi:10.1080/07075332.2006.9641109. ISSN 0707-5332. JSTOR 40109811.

### Kvalifikacijski radovi
- Berg, Scott M. 2010. In the shadow of Josephinism: Austria and the Catholic Church in the Restoration, 1815-1848 [U sjeni jozefinizma: Austrija i Katolička Crkva u obnovi, 1815. – 1848.] (PDF). Louisiana State University Master's Theses [Magistarski radovi Državnoga sveučilišta u Louisiani] (disertacija) (engleski). doi:10.31390/gradschool_theses.264. Pristupljeno 31. srpnja 2024. Prenosi LSU Scholarly Repository.